# Portia labiata
Portia labiata – pająk z rodziny Salticidae (skakunowate). Samice Portia labiata osiągają rozmiary od 6 do 9 mm, samce od 5 do 7 mm. Gatunek ten znaleziono w Singapurze, Malezji, Indonezji, Tajlandii, na Filipinach, Sri Lance oraz w Indiach. Pająk charakteryzuje się tym że przed atakiem na ofiarę okrąża ją od innej strony aby zaatakować ją od tyłu. Poluje na inne pająki, a nawet inne skakuny o równie dobrym wzroku i szybkości. Gatunek jest zaliczany do najmądrzejszych stawonogów świata.